# Elizabeth Brice

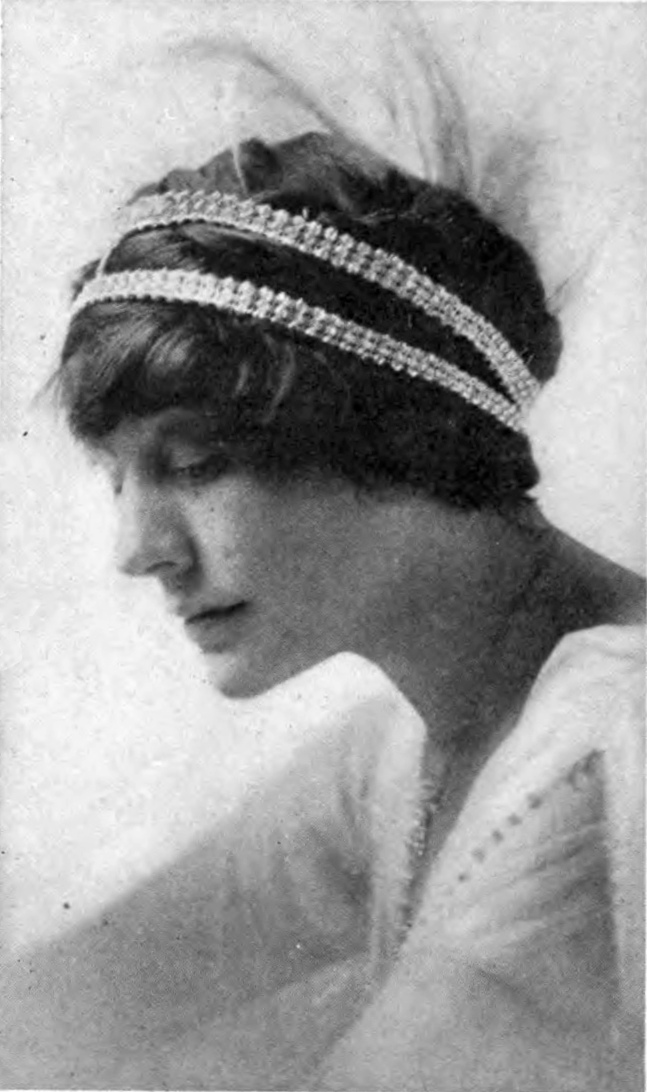
Elizabeth Brice, em uma publicação de 1934.

Elizabeth Brice, nascida born Bessie Shaler (c. 1885 — 1965), foi uma cantora e dançarina de comédia musical norte-americana. Na década de 1910, era a parceira mais frequente de Charles King, com quem apareceu em The Slim Princess, A Winsome Widow, Watch Your Step e Miss 1917. Quando eles se apresentavam juntos em vaudeville, eram conhecidos como Brice e King. Brice também fez parte de outras produções como, por exemplo, Ziegfeld Follies de 1913. Durante a Primeira Guerra Mundial, entreteve as tropas no exterior. Ela não possuía relações parentescas com Fanny Brice.